# Ncuti Gatwa
Mizero Ncuti Gatwa (Kigali, 16 de octubre de 1992) es un actor escocés de origen ruandés. Es conocido por sus papeles como Eric Effiong en la serie Sex Education y actualmente interpreta a la decimoquinta y actual versión del Doctor en Doctor Who.

## Biografía
Originario de Ruanda, Ncuti Gatwa se crio en Edimburgo y en Dunfermline (Escocia) y fue admitido como estudiante de arte dramático en el Conservatorio Real de Escocia de Glasgow.

## Carrera
En mayo de 2018, se anunció su papel como Eric Effiong, un joven estudiante abiertamente gay, en la serie Sex Education de Netflix, junto con Asa Butterfield y Gillian Anderson.

### Doctor Who
En mayo de 2022, se anunció que Gatwa había sido elegido en la serie británica Doctor Who como una nueva encarnación del protagonista del programa, el Doctor, sucediendo a Jodie Whittaker en el papel. Gatwa, que fue elegido en febrero, se convirtió en el primer actor negro en liderar la serie, el cuarto actor escocés y el primer actor nacido fuera del Reino Unido en hacerlo. Se esperaba que asumiera el papel en el tercer y último de los especiales de 2022 en octubre de aquel año, pero la historia final de la Decimotercer Doctor, The Power of the Doctor, reveló que Gatwa interpretaría al Decimoquinto Doctor, y David Tennant (que anteriormente había interpretado al Décimo Doctor) regresaría para tomar el rol del Decimocuarto Doctor. Gatwa debutó en The Giggle, el tercero de los especiales del 60 aniversario, el 9 de diciembre de 2023. Protagonizó su primer episodio completo, The Church on Ruby Road, junto a Millie Gibson como la acompañante Ruby Sunday el día de Navidad de 2023, al que seguirá la decimocuarta temporada del programa.

## Vida personal
En agosto de 2023 Gatwa se declaró queer con la revista Elle, habiendo evitado previamente hablar de su sexualidad a pesar de la especulación popular. En la entrevista, Gatwa señaló que prefería no etiquetarse a sí mismo y que se había inspirado tanto en su trabajo sobre Educación sexual como en un encuentro con una mujer ruandesa en Festival del Orgullo Gay de Manchester algunos años antes, "nunca antes había conocido a otra persona queer ruandesa".

## Filmografía

### Televisión
| Año       | Título             | Papel                 | Notas        |
| --------- | ------------------ | --------------------- | ------------ |
| 2014      | Bob Servant        | Cliente masculino     | 1 episodio   |
| 2015      | Stonemouth         | Dougie                | 2 episodios  |
| 2019-2023 | Sex Education      | Eric Effiong          | 25 episodios |
| 2023- ?   | Doctor Who         | Decimoquinto Doctor   |              |
| 2025      | Masters of the Air | Lt. Robert H. Daniels | 2 episodios  |

### Cine
| Año  | Título                   | Papel    | Director(a)        |
| ---- | ------------------------ | -------- | ------------------ |
| 2019 | La locura de la historia | Timidius | Dominic Brigstocke |
| 2021 | La última carta de amor  | Nick     | Augustine Frizzell |
| 2023 | Barbie                   | Ken      | Greta Gerwig       |